# Ndeh Ntumazah
 (décembre 2020).
Le contenu est difficilement compréhensible vu les erreurs de traduction, qui sont peut-être dues à l'utilisation d'un logiciel de traduction automatique.
Ndeh Ntumazah, de son nom complet Winston Ndeh Ntumazah né en 1926 à Mankon et mort le 21 janvier 2010 à Londres, est un homme politique camerounais, chef de file de l'Union des populations du Cameroun (UPC) dans les années 1950. Il est contraint à l'exil et n'a pu rentrer dans son pays qu'en 1991, date à laquelle il revient dans la mêlée politique. Après sa mort, il est honoré par un enterrement officiel.

## Biographie

### Naissance et carrière politique
Ndeh Ntumazah naît en 1926 à Mankon sous mandat britannique. Il rejoint l'Union des populations du Cameroun (UPC) au début des années 1950. En 1955, l'UPC est interdit au Cameroun français. Ntumazah fonde ensuite le mouvement One Kamerun au Cameroun méridional avec lui-même comme président, une tendance de l'UPC. Depuis cette base, il aide des militants de l'UPC tels que Ruben Um Nyobe et Ernest Ouandié qui mènent la guérilla au Cameroun français.

### Vie en exil
En 1961, le Cameroun se réunifie partiellement (la partie nord du Cameroun britannique, le Cameroun septentrional s'étant rattaché au Nigeria). En 1962, Ntumazah quitte le Cameroun pour s'installer à Accra, au Ghana. Le 6 septembre 1962, les dirigeants de l'UPC en exil se réunissent à Accra chez Ndeh Ntumazah et décident d'exclure la « clique criminelle de Woungly » du secrétariat administratif. À dix heures ce soir-là, alors que les participants sont sur le point de partir, une bombe explose sans causer de blessures. Les autorités ghanéennes jettent toute la direction de l'UPC en prison. En octobre, elles libèrent Massaga, Tchaptchet et Ntumazah, mais maintiennent Abel Kingué en prison.
Le 13 septembre 1962, l'UPC organise sa première Assemblée populaire sous maquis dans le Moungo, où fut nommé le Comité révolutionnaire. Le comité est présidé par Ernest Ouandié. Les autres membres étaient Abel Kingué, Michel Ndoh, Ndongo Diyé, Osendé Afana, Nicanor Njiawe et Woungly-Massaga. Une direction à deux têtes est théoriquement en place, avec Abel Kingué menant les exilés du Ghana et Ernest Ouandié dans le maquis. L'organisation fonctionnait mal en raison de problèmes de communication et également de la scission sino-soviétique. L'année suivante, l'UPC se sépare, avec Abel Kingué et Osendé Afana alliés à Ntumazah et opposés aux autres dirigeants.
Ntumazah vit en exil politique au Ghana, en Guinée et en Algérie avant de s'installer au Royaume-Uni. Pendant son temps d'exil, il continue d'essayer de faire prêter attention à l'Occident de ce qui se passait au Cameroun.

### Des années plus tard
Avec la réintroduction de la démocratie multipartite en 1991, Ntumazah retourne au Cameroun et réintègre la politique en tant que dirigeant de l'UPC renaissant, toujours radical. L'UPC est divisée par des désaccords internes au cours des années 1990. La faction modérée d'Augustin Frédéric Kodock, alliée au Rassemblement démocratique du peuple camerounais (RDPC), est sortie des luttes intra-partisanes comme faction dominante, bien que opposée aux membres les plus radicaux du parti. En 1996, l'UPC se scinde en différentes factions, dont l'une est dirigée par Kodock et l'autre par Ndeh Ntumazah.  La faction de Kodock tient un congrès à Makak en 1996, au cours duquel il est réélu comme secrétaire général.  Kodock est également réélu à l'Assemblée nationale de la circonscription de Nyong-et-Kélié lors des élections législatives de 1997 

### Mort
Ndeh Ntumazah décède à l'hôpital St. Thomas de Londres, le 21 janvier 2010. Le président camerounais Paul Biya décrète que son corps devait être ramené au Cameroun et recevoir une inhumation officielle à Bamenda.